# David Neacșu

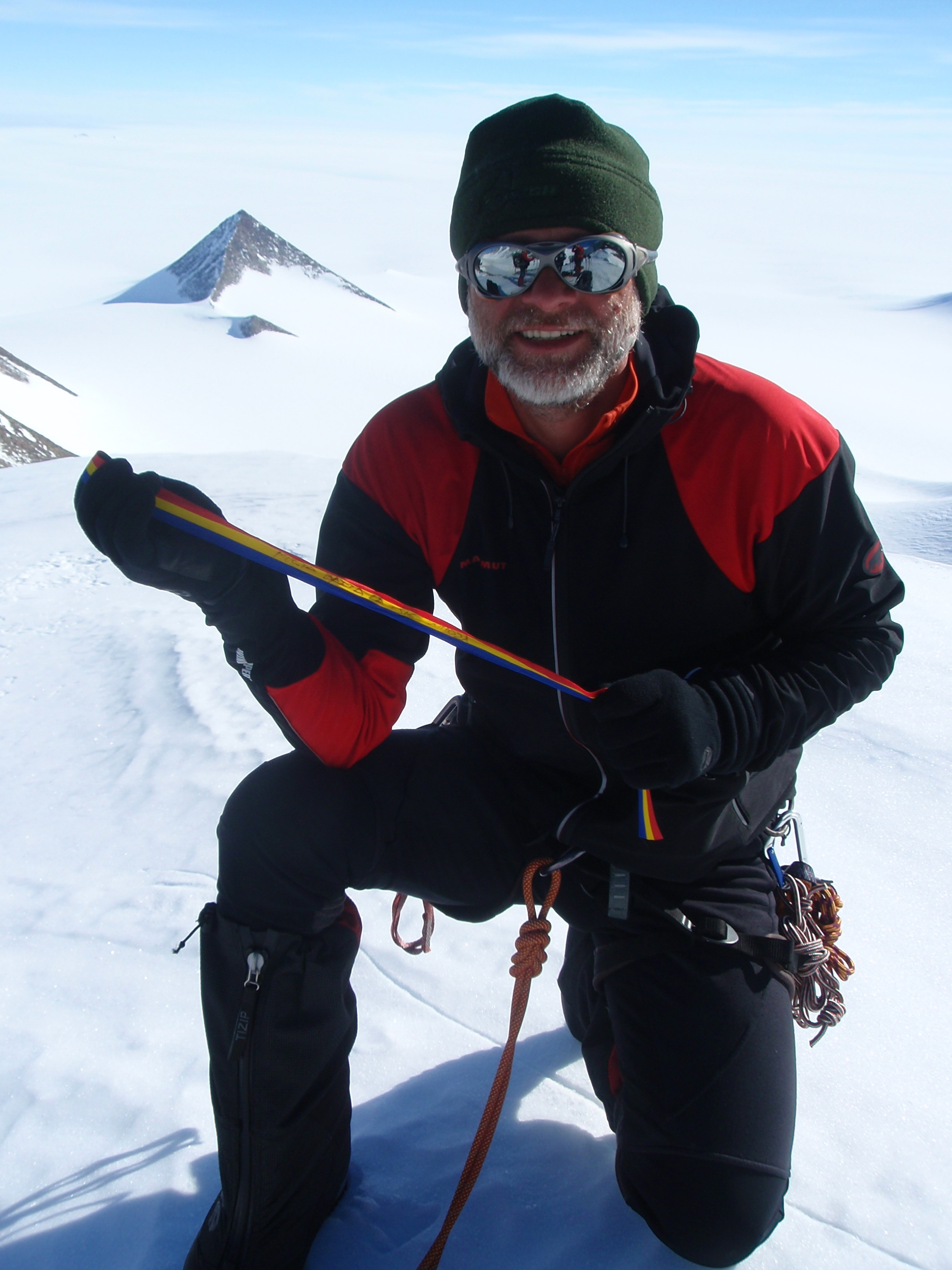
Alpinistul David Neacșu, Antarctica, Masivul Vinson, 2009

David Neacșu (n. 18 iulie 1960, București) este alpinist și explorator român care a participat la zeci de expediții în marile masive muntoase de pe toate continentele.  

## Biografie sportivă

### Activitate ca alpinist și explorator
A început activitatea sportivă în cadrul Clubului Rapid din București, unde a practicat haltere în perioada 1972-1979. În anul 1978 devine campion național la categoria 75 kg. Prima ieșire pe munte este în primăvara anului 1973. În iunie 1981 face primul traseu legat în coardă, traseul Grotelor din Gălbinele, iar în 1991 traversează Carpații Meridionali pe timp de iarnă.
În 1984 devine ghid montan BTT și în 1989 instructor la Centrul Universitar București.
În 1994 face parte din prima expeditie românească în Africa. Pe data de 6 august 1994 urcă în premieră vârful Uhuru Peak, 5895m, din masivul Kilimanjaro, cel mai înalt vârf de pe continentul African, înregistrând un record mondial de viteză, urcând și coborând muntele în 49 de ore. Urmează, în premieră românească, escaladarea vârfului Point Lenana (4985m) din Mount Kenya, tot în august 1994.
În 1996 este primul român pe vârful Aconcagua din Argentina (6962m), cel mai înalt vârf din America de Sud, pe care îl atinge pe data de 27 ianuarie.
În iunie 1997 escaladează vârful McKinley (Denali) din Alaska, cel mai înalt vârf din America de Nord, 6193m.
În  februarie 1998 organizează expediții pe munții Kilimanjaro și Mount Kenya, urcând pe Uhuru Peak și Batian, iar în iulie ajunge pe vârful Nevado Huascaran  (6768m) din Peru.
În perioada iunie-august 2000, organizează expediția “Inca 2000”, cu ascensiuni pe vârfurile Illimani ( 6438m) din Bolivia și Cotopaxi ( 5897m) din Ecuador. În cadrul aceleiași expediții explorează  jungla amazoniană din Peru.
În iulie 2002 conduce prima expediție românească în Kamceatka pe vulcanul Klucevskaia (4800m), pe care îl urcă în premieră românească.       
În 2003, an jubiliar în care se împlinesc 50 de ani de la prima ascensiune, organizează și conduce prima expediție românească pe vârful Everest din masivul Himalaya, în cadrul cǎreia patru alpiniști români (Fane Tulpan, Marius Gane, Lucian Bogdan și Gheorghe Dijmărescu) ating cel mai înalt vârf al lumii în ziua de 22 mai. Expediția este finanțată de Guvernul României din fondul de imagine externă și de către alți sponsori privați, iar organizarea acesteia a durat un an. "Everest 2003" este cel mai complex proiect organizatoric și logistic realizat până acum.
Urmează expedițiile din Uganda pe vârful Margherita ( 5109m, al treilea vârf din Africa), din masivul Ruwenzori, în anii 2004 ( premieră românească), 2011, 2012, 2013, 2014, 2015 și 2017. În 2013, alături de alpiniști de la Asociația Oxigen deschide un traseu nou în acest masiv, "Traseul România". Se monitorizează topirea Ghețarului Stanley cauzată de încălzirea globală.
În noiembrie 2007 atinge vârful Carstensz Pyramid ( Punkak Jaya, 4884m) din Papua Noua Guinee.
În ianuarie 2009 escaladează Mount Vinson, 4892m, cel mai înalt vârf din Antarctica, continentul înghețat, alături de alpinistul covăsnean Zsombor Tulit, în cadrul unei expediții internaționale.
Urmează alte expediții pe masive muntoase din Noua Zeelanda (Mt Cook), Mexic (Orizaba), Kamceatka, Peru, Borneo, Hawai, Tadjkiistan etc.
A explorat zone muntoase de pe toate continentele, parcuri naționale din Africa, jungle amazoniene din Peru și Brazilia, precum și  taigaua siberiană. A studiat viața populațiilor indigene din Peru, Papua Noua Guinee, Kenya, Tanzania, Insula Paștelui, Noua Zeelanda, Australia, Tasmania, Borneo, Alaska.

### Antreprenor
David Neacșu este fondatorul cunoscutului Magazin Himalaya, primul magazin cu echipament montan din România, deschis în anul 1994.

### Alte pasiuni sportive
Este pasionat de pescuitul la răpitor cu năluci artificiale, fiind campion mondial la știucă în anul 2016, titlu obținut la World Pike Challenge, competiție organizată pe incinta Holbina Trei Bibani din Delta Dunării. 
Participă la zeci de concursuri de pescuit la spinning organizate în Delta Dunării.  
Participă la expediții de pescuit sportiv la răpitori în  Africa de Sud, Columbia, Canada, Rusia, Galapagos-Ecuador etc. 

## Viață personală
Este căsătorit cu Teodora Neacșu  și are 6 copii: Luciana (n. 1982), Crăița-Florina (n. 1988), Ana-Cătălina (n. 1999), Smaranda-Iulia (n. 2004), Albert (n. 2008) și David (n. 2015).

## Publicații
Este autor al volumului Cartea înălțimilor. Povestea unei vieți de explorator, publicat la Editura Humanitas în septembrie 2023